# Demografia della Svizzera
La demografia della Svizzera concerne lo stato e il movimento della popolazione permanentemente residente nella Confederazione svizzera.

## Dati principali
- Popolazione permanentemente residente alla fine del secondo trimestre 2024: 9 002 763[1]
- Percentuale di uomini: 49,7[1]
- Percentuale di donne: 50,3[1]
- Gruppi di età

Dagli 0 ai 19 anni: 19,9%
Dai 20 ai 64 anni: 60.6%
Oltre i 65 anni: 19,5%
- Popolazione straniera: 27,1%[1]
- Crescita della popolazione: 1,1%[1]
- Speranza di vita degli uomini: 80,3 anni[1]
- Speranza di vita delle donne: 84,7 anni[1]
- Economie domestiche di una persona: 1'268'300[1]
- Economie domestiche familiari con figli: 1'084'300[1]
- Numero di persone che mediamente compongono un'economia domestica: 2,18[1]

## Popolazione residente

### Suddivisione per cantone
Secondo l'Ufficio federale di statistica, la popolazione residente permanente per categoria di nazionalità, età e Cantone, alla fine del secondo trimestre 2024
| Grande regione           | Totale    |           |            |               | Svizzero  |           |            |               | Straniero 1 |           |            |               |
| Cantone                  | Totale    | 0-19 anni | 20-64 anni | 65 anni e più | Totale    | 0-19 anni | 20-64 anni | 65 anni e più | Totale      | 0-19 anni | 20-64 anni | 65 anni e più |
| Svizzera                 | 9 002 763 | 1 789 793 | 5 459 796  | 1 753 174     | 6 560 361 | 1 306 558 | 3 703 827  | 1 549 976     | 2 442 402   | 483 235   | 1 755 969  | 203 198       |
| Regione del Lemano       | 1 744 988 | 365 725   | 1 071 867  | 307 396       | 1 146 871 | 241 612   | 647 740    | 257 519       | 598 117     | 124 113   | 424 127    | 49 877        |
| Vaud                     | 848 740   | 183 566   | 521 590    | 143 584       | 563 941   | 122 138   | 319 953    | 121 850       | 284 799     | 61 428    | 201 637    | 21 734        |
| Vallese                  | 368 196   | 70 653    | 221 097    | 76 446        | 274 146   | 51 130    | 153 778    | 69 238        | 94 050      | 19 523    | 67 319     | 7 208         |
| Ginevra                  | 528 052   | 111 506   | 329 180    | 87 366        | 308 784   | 68 344    | 174 009    | 66 431        | 219 268     | 43 162    | 155 171    | 20 935        |
| Espace Mittelland        | 1 953 957 | 385 672   | 1 158 395  | 409 890       | 1 541 594 | 298 638   | 863 541    | 379 415       | 412 363     | 87 034    | 294 854    | 30 475        |
| Berna                    | 1 068 493 | 204 119   | 626 544    | 237 830       | 874 977   | 165 304   | 486 613    | 223 060       | 193 516     | 38 815    | 139 931    | 14 770        |
| Friburgo                 | 343 648   | 74 520    | 210 659    | 58 469        | 257 728   | 54 268    | 149 121    | 54 339        | 85 920      | 20 252    | 61 538     | 4 130         |
| Soletta                  | 288 177   | 55 523    | 171 706    | 60 948        | 215 257   | 39 921    | 120 672    | 54 664        | 72 920      | 15 602    | 51 034     | 6 284         |
| Neuchâtel                | 179 023   | 36 374    | 106 912    | 35 737        | 130 973   | 26 577    | 72 727     | 31 669        | 48 050      | 9 797     | 34 185     | 4 068         |
| Giura                    | 74 616    | 15 136    | 42 574     | 16 906        | 62 659    | 12 568    | 34 408     | 15 683        | 11 957      | 2 568     | 8 166      | 1 223         |
| Svizzera nordoccidentale | 1 231 337 | 242 182   | 741 021    | 248 134       | 877 346   | 170 358   | 489 613    | 217 375       | 353 991     | 71 824    | 251 408    | 30 759        |
| Basilea Città            | 200 704   | 35 572    | 125 523    | 39 609        | 123 818   | 21 876    | 69 116     | 32 826        | 76 886      | 13 696    | 56 407     | 6 783         |
| Basilea Campagna         | 299 964   | 58 060    | 172 519    | 69 385        | 224 296   | 41 731    | 120 407    | 62 158        | 75 668      | 16 329    | 52 112     | 7 227         |
| Argovia                  | 730 669   | 148 550   | 442 979    | 139 140       | 529 232   | 106 751   | 300 090    | 122 391       | 201 437     | 41 799    | 142 889    | 16 749        |
| Zurigo                   | 1 612 601 | 318 168   | 1 013 412  | 281 021       | 1 148 697 | 236 204   | 665 012    | 247 481       | 463 904     | 81 964    | 348 400    | 33 540        |
| Svizzera orientale       | 1 243 477 | 245 564   | 743 509    | 254 404       | 927 409   | 183 579   | 516 301    | 227 529       | 316 068     | 61 985    | 227 208    | 26 875        |
| Glarona                  | 42 185    | 8 091     | 24 981     | 9 113         | 31 034    | 5 815     | 17 052     | 8 167         | 11 151      | 2 276     | 7 929      | 946           |
| Sciaffusa                | 87 926    | 16 645    | 51 870     | 19 411        | 62 801    | 11 629    | 34 054     | 17 118        | 25 125      | 5 016     | 17 816     | 2 293         |
| Appenzello Esterno       | 56 639    | 11 637    | 32 821     | 12 181        | 46 479    | 9 767     | 25 442     | 11 270        | 10 160      | 1 870     | 7 379      | 911           |
| Appenzello Interno       | 16 598    | 3 431     | 9 642      | 3 525         | 14 520    | 3 073     | 8 119      | 3 328         | 2 078       | 358       | 1 523      | 197           |
| San Gallo                | 537 325   | 109 437   | 323 547    | 104 341       | 393 885   | 80 504    | 220 996    | 92 385        | 143 440     | 28 933    | 102 551    | 11 956        |
| Grigioni                 | 205 283   | 35 844    | 121 498    | 47 941        | 162 548   | 28 113    | 89 926     | 44 509        | 42 735      | 7 731     | 31 572     | 3 432         |
| Turgovia                 | 297 521   | 60 479    | 179 150    | 57 892        | 216 142   | 44 678    | 120 712    | 50 752        | 81 379      | 15 801    | 58 438     | 7 140         |
| Svizzera centrale        | 858 407   | 170 007   | 521 445    | 166 955       | 664 924   | 130 884   | 381 507    | 152 533       | 193 483     | 39 123    | 139 938    | 14 422        |
| Lucerna                  | 435 583   | 88 002    | 265 291    | 82 290        | 342 855   | 69 398    | 197 786    | 75 671        | 92 728      | 18 604    | 67 505     | 6 619         |
| Uri                      | 38 142    | 7 520     | 22 113     | 8 509         | 32 367    | 6 392     | 17 868     | 8 107         | 5 775       | 1 128     | 4 245      | 402           |
| Svitto                   | 167 775   | 32 137    | 102 599    | 33 039        | 127 456   | 24 294    | 73 485     | 29 677        | 40 319      | 7 843     | 29 114     | 3 362         |
| Obvaldo                  | 39 424    | 7 762     | 23 305     | 8 357         | 32 838    | 6 543     | 18 491     | 7 804         | 6 586       | 1 219     | 4 814      | 553           |
| Nidvaldo                 | 45 066    | 8 027     | 26 711     | 10 328        | 37 202    | 6 569     | 20 929     | 9 704         | 7 864       | 1 458     | 5 782      | 624           |
| Zugo                     | 132 417   | 26 559    | 81 426     | 24 432        | 92 206    | 17 688    | 52 948     | 21 570        | 40 211      | 8 871     | 28 478     | 2 862         |
| Ticino                   | 357 996   | 62 475    | 210 147    | 85 374        | 253 520   | 45 283    | 140 113    | 68 124        | 104 476     | 17 192    | 70 034     | 17 250        |

### Crescita, invecchiamento, immigrazione
| Anno | Abitanti  | % stranieri | % > 59 anni |
| ---- | --------- | ----------- | ----------- |
| 1798 | 1 664 832 | -           | -           |
| 1837 | 2 190 258 | -           | -           |
| 1850 | 2 392 740 | 2,9         | -           |
| 1860 | 2 510 494 | 4,6         | 8,4         |
| 1870 | 2 655 001 | 5,7         | 9,0         |
| 1880 | 2 831 787 | 7,4         | 9,0         |
| 1888 | 2 917 754 | 7,8         | 9,4         |
| 1900 | 3 315 443 | 11,6        | 9,3         |
| 1910 | 3 753 293 | 14,7        | 8,9         |
| 1920 | 3 880 320 | 10,4        | 9,3         |
| 1930 | 4 066 400 | 8,7         | 10,7        |
| 1941 | 4 265 703 | 5,2         | 13,1        |
| 1950 | 4 714 992 | 6,1         | 14,0        |
| 1960 | 5 429 061 | 10,8        | 15,1        |
| 1970 | 6 269 783 | 17,2        | 16,4        |
| 1980 | 6 365 960 | 14,8        | 18,3        |
| 1990 | 6 873 687 | 18,1        | 19,2        |
| 2000 | 7 288 010 | 20,5        | 20,2        |
| 2010 | 7 870 134 | 22,4        | 22,7        |

## Immigrazione
L'immigrazione in Svizzera concerne il flusso migratorio verso la Confederazione elvetica. Al 31 dicembre 2011 gli stranieri costituisco il 22,6% della popolazione residente (1'816'000 in termini assoluti). 288'000 provengono dall'Italia, 275'300 dalla Germania, 223'700 dal Portogallo, 109'300 dalla Serbia, 99'900 dalla Francia, 71'400 dalla Turchia. Complessivamente, l'85% degli immigrati proviene dall'Europa.

### Sviluppo storico

#### L'immigrazione ugonotta
La prima ondata migratoria di cui beneficia la Svizzera è costituita, in età moderna, dai rifugiati religiosi; in particolare si stabiliscono nella Confederazione gruppi di protestanti in fuga da Francia e Italia, dove sono perseguitati. Nel 1542 giungono a Ginevra alcune famiglie lucchesi convertitesi al protestantesimo, seguite, alcuni anni dopo, dagli ugonotti francesi. Nel complesso circa 3'000 rifugiati si stabiliscono nella città di Calvino, dove si attivano come stampatori. Altri profughi si stabiliscono a Basilea, Zurigo, Losanna (accedendo con borse di studio all'Accademia) e Sciaffusa dove impiantarono attività commerciali e setifici Alla fine del XVII secolo il flusso migratorio verso la Svizzera riprende. Dopo la revoca dell'Editto di Nantes nel 1685 dal Regno di Francia giungono nella Svizzera romanda (in particolare nelle vallate del Cantone di Neuchâtel e del Giura) circa 20'000 ugonotti, che importano e sviluppano l'industria orologiera (rimasta sino ad oggi un tratto distintivo delle esportazioni svizzere). Perseguitati nella Savoia perché protestanti (→ Pasque piemontesi), nel 1687 arriva a Ginevra anche un primo contingente di 2'500 Valdesi.

#### L'immigrazione tedesca
La seconda ondata migratoria proviene, a metà Ottocento, dalla Confederazione germanica: si tratta soprattutto di liberali (intellettuali e militari) in fuga dalla politica conservatrice attuata da Klemens von Metternich nel Granducato di Baden. Il flusso verso la Svizzera si accentua dopo la Guerra franco-prussiana e l'unificazione tedesca (quando si verifica anche una massiccia espulsione di cittadini tedeschi dalla Francia) ed è concomitante con lo sviluppo industriale svizzero. I cittadini tedeschi restano il principale gruppo straniero presente nella Confederazione sino agli anni trenta, quando vengono numericamente superati dagli immigrati italiani.

#### L'immigrazione italiana
Grazie alla firma di un trattato nel 1868 (che assicura reciprocamente ai cittadini di Italia e Svizzera la libertà di accesso e di domicilio nei due paesi), cresce rapidamente il numero di lavoratori italiani in Svizzera (da 41'000 nel 1880 a 203'000 nel 1910). Gli immigrati si dirigono prevalentemente nelle città della Svizzera tedesca e nel Canton Ticino dove trovano lavoro nell'edilizia e nei cantieri ferroviari. Il flusso si intensifica dopo la Seconda guerra mondiale e l'Italia rimane - per la Svizzera - il principale paese di provenienza di immigrati sino agli anni novanta (quando inizia l'afflusso di cittadini provenienti dalla Jugoslavia). Ancora oggi quella italiana resta la comunità straniera più numerosa presente nella Confederazione.

### Immigrazione: paesi di provenienza
| Anno | Numero di stranieri | % di stranieri sul totale della popolazione | Principale paese di provenienza (decennio) |
| ---- | ------------------- | ------------------------------------------- | ------------------------------------------ |
| 1850 | 69 389              | 2,9                                         | Confederazione germanica                   |
| 1860 | 115 483             | 4,6                                         | Confederazione germanica                   |
| 1870 | 151 335             | 5,7                                         | Impero tedesco                             |
| 1880 | 209 252             | 7,4                                         | Impero tedesco                             |
| 1888 | 227 585             | 7,8                                         | Impero tedesco                             |
| 1900 | 384 591             | 11,6                                        | Impero tedesco                             |
| 1910 | 551 734             | 14,7                                        | Impero tedesco                             |
| 1920 | 403 553             | 10,4                                        | Repubblica di Weimar                       |
| 1930 | 353 777             | 8,7                                         | Repubblica di Weimar                       |
| 1941 | 221 817             | 5,2                                         | Regno d'Italia                             |
| 1950 | 287 615             | 6,1                                         | Italia                                     |
| 1960 | 586 339             | 10,8                                        | Italia                                     |
| 1970 | 1 078 403           | 17,2                                        | Italia                                     |
| 1980 | 942 162             | 14,8                                        | Italia                                     |
| 1990 | 1 244 137           | 18,1                                        | Italia                                     |
| 2000 | 1 494 042           | 20,5                                        | Jugoslavia                                 |
| 2010 | 1 762 910           | 22,4                                        | Germania                                   |